# Formica indianensis
Formica indianensis är en myrart som beskrevs av Cole 1940. Formica indianensis ingår i släktet Formica och familjen myror. Inga underarter finns listade i Catalogue of Life.

## Bildgalleri

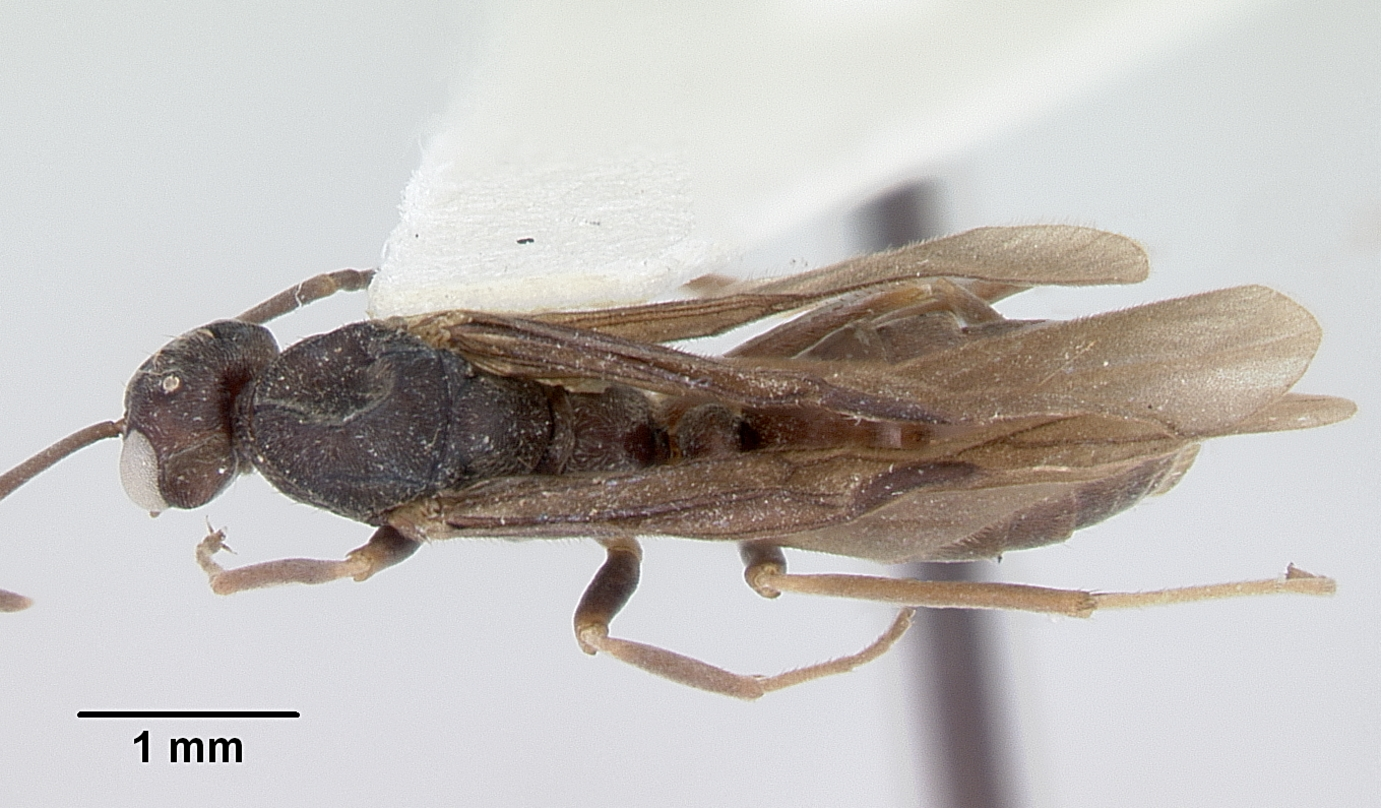
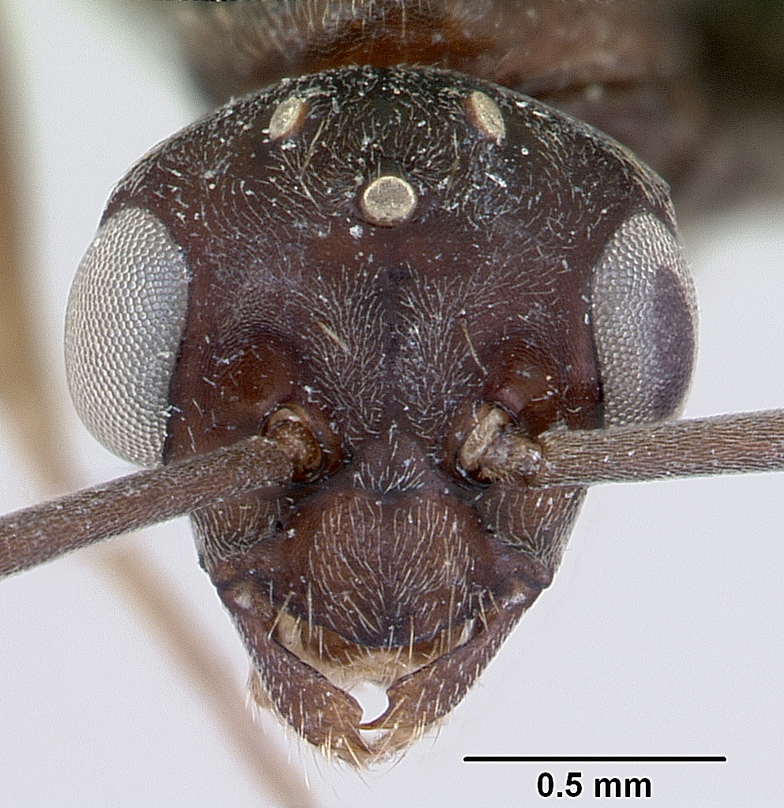
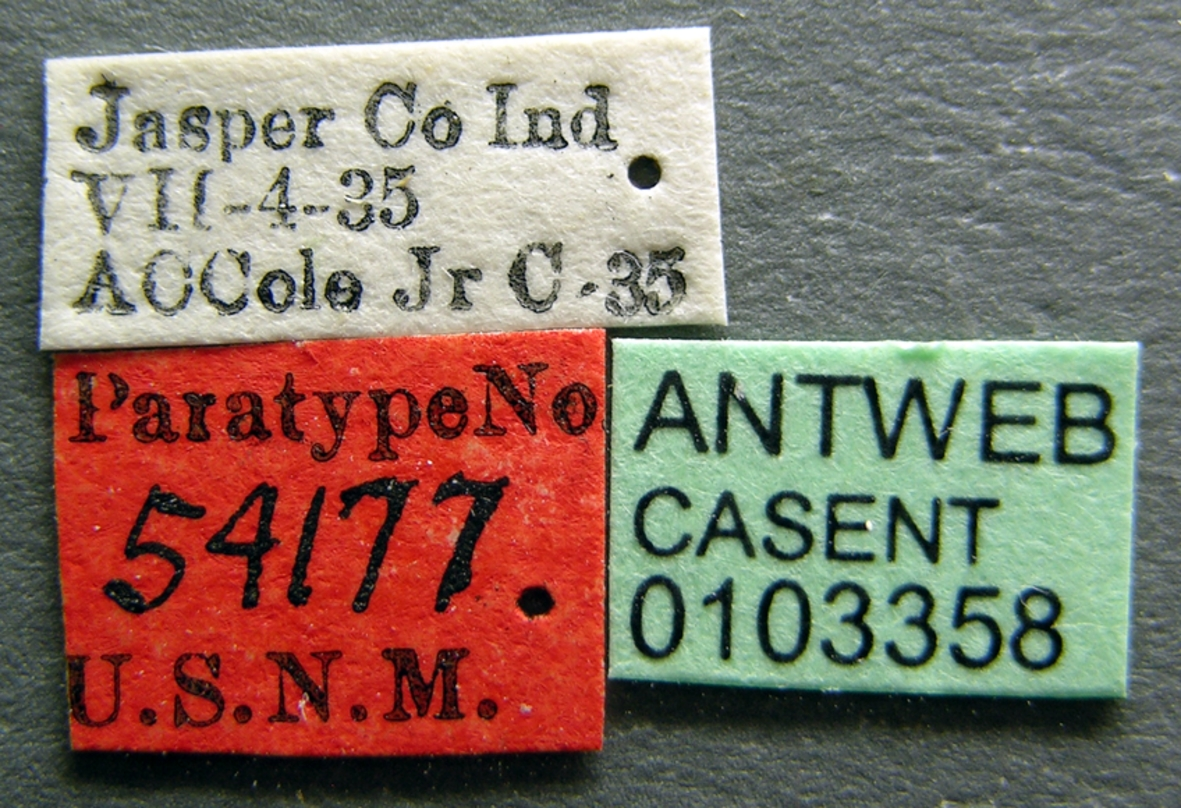
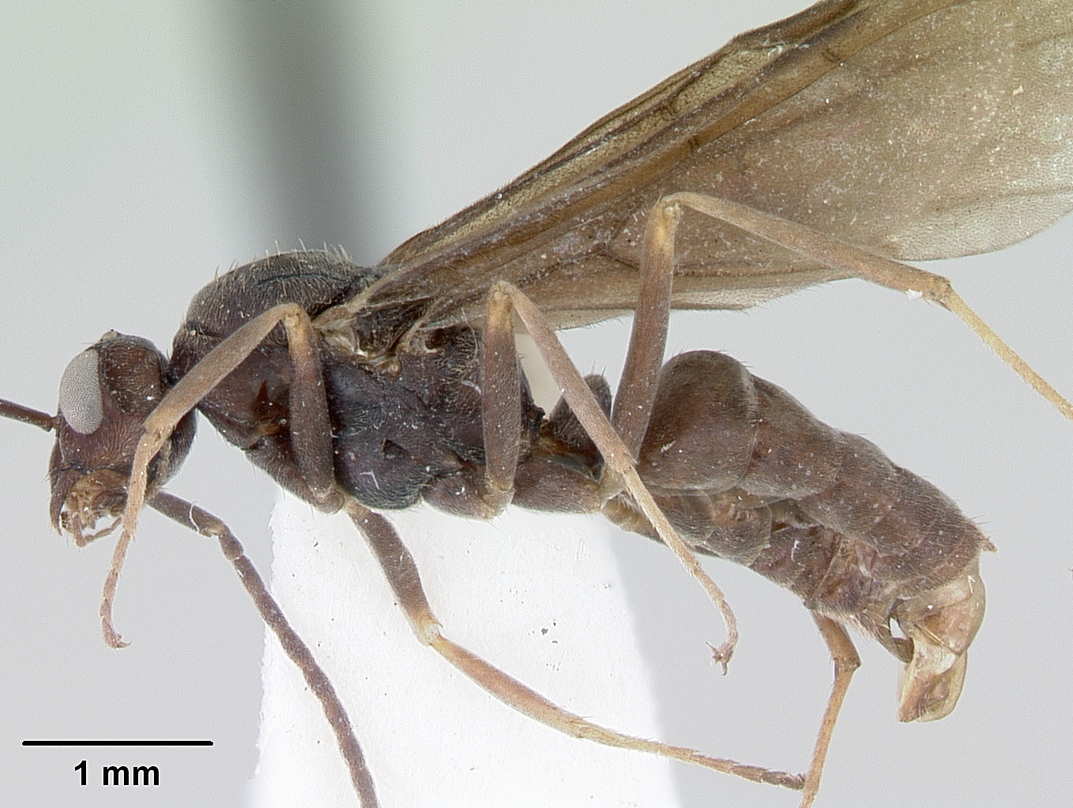
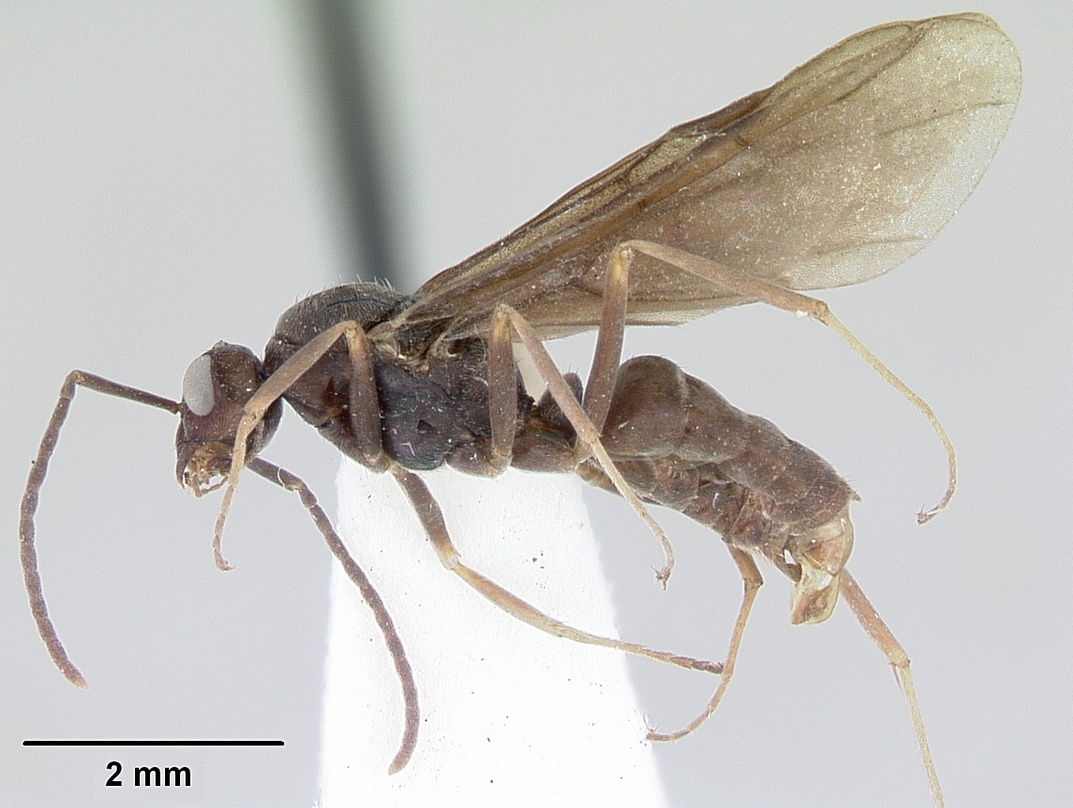
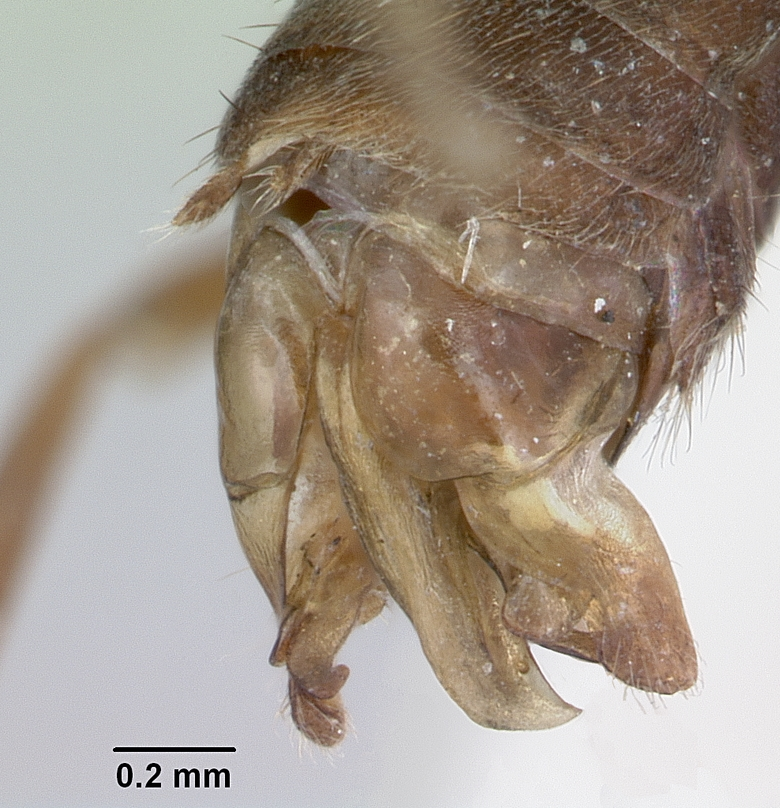